# Hugo Brandenburg
Hugo Brandenburg (* 13. Juli 1929 in Berlin; † 26. Dezember 2022 in Kahla) war ein deutscher Christlicher Archäologe. Seine wissenschaftlichen Schwerpunkte lagen auf der Erforschung der spätantiken Sarkophage und des frühchristlichen Roms.

## Leben
Hugo Brandenburg war ein Sohn des Reichsgerichtsrats Leo Brandenburg (1895–1946) und seiner Ehefrau Maria, die auch als Malerin und Bildhauerin tätig war. Sein jüngerer Bruder war der Bildhauer Paul Brandenburg (1930–2022). Nach seinem Abitur am König-Albert-Gymnasium in Leipzig studierte Brandenburg an der Universität Bonn und an der Universität zu Köln Klassische Philologie und Klassische Archäologie. 1962 wurde er in Köln bei Andreas Rumpf mit einer Dissertation Studien zur Mitra. Beiträge zur Waffen- und Tracht-Geschichte zum Dr. phil. promoviert. Anschließend war er am Franz Joseph Dölger-Institut in Bonn tätig, bevor er 1963/64 das Reisestipendium des Deutschen Archäologischen Instituts erhielt und seit 1965 als Referent für Frühchristliche Archäologie an der Abteilung Rom des Deutschen Archäologischen Instituts tätig war. 1972 habilitierte er sich an der Universität zu Köln mit einer Arbeit über spätantike Sarkophagplastik. Seit dem Wintersemester 1982/83 war er Professor für „Klassische Archäologie mit besonderer Berücksichtigung der Spätantike“ am Archäologischen Seminar der Universität Münster. Hier begründete er 1993 das Studienfach „Frühchristliche Archäologie“ als eigenständiges Fach innerhalb der Philosophischen Fakultät. 1994 wurde er emeritiert.
Seine Hauptforschungsgebiete umfassten die Denkmäler und Zeugnisse der Jahrhunderte des Übergangs von der Antike zum Mittelalter und beschäftigen sich mit der spätantiken Sarkophagplastik, der Topographie der Katakomben und den frühchristlichen Kirchenbauten, insbesondere in Rom. Ein langjähriges Forschungsprojekt widmete er der archäologischen Bauaufnahme der frühchristlichen Kirche Santo Stefano Rotondo in Rom. Dabei berücksichtigte er die frühen christlichen Gemeinden in ihrer vom antik-paganen Lebensumfeld geprägten Vorstellungswelt und leistete so einen Beitrag zur Interpretation einzelner Denkmäler sowie zur Klärung der Ausbildung und Entwicklung einer christlichen Kunst. Dabei standen die Originaldenkmäler stets im Vordergrund.
Brandenburg führte auch nach seiner Pensionierung an der Universität Münster Forschungskolloquien durch, fungierte als Mitherausgeber der Fachzeitschrift Boreas und arbeitete an der Bereitstellung von Architekturmodellen, die Ergebnisse seiner umfangreichen Bauforschungen dokumentieren. 2000 startete er ein Projekt zur Erforschung der Architektur und Bauplastik der römischen Basilika Sankt Paul vor den Mauern.
Brandenburg war korrespondierendes Mitglied des Deutschen Archäologischen Instituts sowie ordentliches Mitglied der Pontificia Accademia Romana di Archeologia. Aufgrund seiner Verdienste für die Erforschung der christlich-antiken Denkmäler Roms wurde ihm 2006 vom Päpstlichen Institut für Christliche Archäologie die Ehrendoktorwürde verliehen. Sein 2004 erschienenes Buch Die frühchristlichen Kirchen Roms gehört zu den Standardwerken zur frühchristlichen Architektur.

## Publikationen (Auswahl)
- Studien zur Mitra. Beiträge zur Waffen- und Trachtgeschichte der Antike. Aschendorff, Münster (Dissertation).
- Roms frühchristliche Basiliken des 4. Jahrhunderts (= Heyne Stilkunde Band 14). Heyne Verlag, München 1979, ISBN 3-453-41255-9.
- Die Kirche S. Stefano Rotondo in Rom. Bautypologie und Architektursymbolik in der spätantiken und frühchristlichen Architektur. De Gruyter, Berlin 1998, ISBN 978-3-11-015759-8.
- mit József Pál: Santo Stefano Rotondo in Roma. Archäologie, Bauforschung, Geschichte. Reichert Verlag, Wiesbaden 2000, ISBN 3-89500-131-7.
- Die frühchristlichen Kirchen Roms vom 4. bis zum 7. Jahrhundert. Der Beginn der abendländischen Kirchenbaukunst. Verlag Schnell & Steiner, Regensburg 2004; 2. Auflage 2005, ISBN 3-7954-1656-6[1] 3. überarbeitete und aktualisierte Auflage 2013.
- mit Antonella Ballardini und Christof Thoenes: Der Petersdom in Rom. Die Baugeschichte von der Antike bis heute. Michael Imhof Verlag, Petersberg 2015, ISBN 978-3-7319-0243-0.
- Die konstantinische Petersbasilika am Vatikan in Rom. Anmerkungen zu ihrer Chronologie, Architektur und Ausstattung. Schnell + Steiner, Regensburg 2017, ISBN 978-3-7954-3272-0.